# Anillo de polinomios
Sea {\displaystyle A} un anillo y {\displaystyle S} cualquier conjunto. El conjunto {\displaystyle A[S]} contiene los elementos de la forma:

(1){\displaystyle \sum _{i=1}^{m}a_{i}x_{1}^{k_{i1}}\cdots x_{n}^{k_{in}}},

en donde {\displaystyle m,\;n\in \mathbb {N} -\{0\}}, {\displaystyle a_{1},\ldots ,a_{m}\in A}, {\displaystyle x_{1},\ldots ,x_{n}\in S} y cada {\displaystyle n}-tupla {\displaystyle (k_{i1},\ldots ,k_{in})} de números naturales es diferente para diferente valor de {\displaystyle i}, se dice anillo de polinomios con indeterminadas en {\displaystyle S} sobre {\displaystyle A}.

## Introducción
Los polinomios más conocidos son los que tienen coeficientes enteros.
Ejemplo:
Sea {\displaystyle A} el anillo {\displaystyle \mathbb {Z} } y {\displaystyle S=\{x,y\}}, un elemento de {\displaystyle \mathbb {Z} [S]} es un polinomio de dos variables como:
{\displaystyle 4x^{3}y-5xy^{2}+3y^{3}}
El conjunto de indeterminadas {\displaystyle S} puede ser un conjunto infinito, pero cada polinomio contiene un número finito de términos.[cita requerida]
Si {\displaystyle S=\{x_{1},\ldots ,x_{n}\}}, entonces se puede escribir {\displaystyle A[x_{1},\ldots ,x_{n}]} en lugar de {\displaystyle A[S]}. Así, {\displaystyle A[x]} es un anillo de polinomios en una sola indeterminada {\displaystyle x}.
A cada elemento {\displaystyle a\in A} le corresponde un polinomio (monomio, de hecho) en {\displaystyle A[S]} como:
{\displaystyle ax_{1}^{0}\cdots x_{n}^{0}}
ya que {\displaystyle x_{i}^{0}=1\Rightarrow a=ax_{1}^{0}x_{2}^{0}x_{3}^{0}\cdots }, por lo que {\displaystyle A} es un subanillo de {\displaystyle A[S]}.

## Propiedades fundamentales
Hechos de interés sobre anillos de polinomios tienen que ver con las propiedades del mismo a partir del anillo en el que tienen sus coeficientes. Por ejemplo, cuando {\displaystyle A} es un dominio íntegro, {\displaystyle A[S]} también lo es, y las unidades de {\displaystyle A[S]} son las mismas que las de {\displaystyle A}. Por el contrario {\displaystyle A[S]} nunca será un cuerpo, no importando que {\displaystyle A} lo sea o no, pues aunque las unidades de {\displaystyle A[S]} sean las mismas que las de {\displaystyle A}, {\displaystyle A} es tan sólo un subanillo de {\displaystyle A[S]}. Sin embargo, el anillo {\displaystyle A[S]} es un dominio íntegro si {\displaystyle A} lo es, luego, dado el caso, se puede construir el cuerpo de cocientes de {\displaystyle A[S]} (i.e. el cuerpo de fracciones de polinomios), que se denota comúnmente por {\displaystyle A(S)}. 
Los coeficientes de los polinomios de un anillo {\displaystyle A[S]} pueden tomarse no solo como los elementos de {\displaystyle A}. En la práctica podemos hacer agrupaciones del tipo

{\displaystyle ~4x^{2}y^{3}-5xy^{2}+2zy=(4x^{2})y^{3}-(5x)y^{2}+2zy}

y éstas también deben hacerse en un anillo de polinomios {\displaystyle A[S]}. Para ello se separan los elementos de {\displaystyle S} en dos conjuntos disjuntos, digamos {\displaystyle R} y {\displaystyle T}, luego el anillo de polinomios {\displaystyle A[R][T]} tiene coeficientes en el anillo de polinomios {\displaystyle A[R]} e indeterminadas en {\displaystyle T\subset S}. Si {\displaystyle A} es un anillo y {\displaystyle R\subseteq S}, claramente {\displaystyle A[R]} es un subanillo de {\displaystyle A[S]}.
Sea {\displaystyle A} un anillo unitario. Todo polinomio no nulo de {\displaystyle A[x]} cuyo coeficiente director sea una unidad puede dividir euclídeamente a cualquier otro polinomio de {\displaystyle A[x]} y el grado del resto es estrictamente menor que el grado del divisor. Es decir, si {\displaystyle D} y {\displaystyle d} son polinomios de {\displaystyle A[x]} no nulos, con el coeficiente director de {\displaystyle d} una unidad de {\displaystyle A}, entonces existen polinomios {\displaystyle c} y {\displaystyle r} de {\displaystyle A[x]} tales que 
| {\displaystyle ~D=dc+r} | con | {\displaystyle \mathrm {grad} \,r<\mathrm {grad} \,d} |

Así, para que la división de polinomios sea siempre posible en un anillo de polinomios {\displaystyle A[x]}, {\displaystyle A} debe de ser un cuerpo (i.e. todo elemento de A debe ser una unidad), y si así sucede {\displaystyle A[x]} será un dominio euclídeo. Un hecho muy importante es que un anillo de polinomios {\displaystyle A[x]} es un dominio de ideales principales (DIP) si y sólo si {\displaystyle A} es un cuerpo. Puesto que todos los dominios euclídeos son DIPs, tenemos que {\displaystyle A[S]} no es un dominio euclídeo si {\displaystyle S} contiene más de un elemento, pues {\displaystyle A[S]=A[S\setminus \{x\}][x]}, y {\displaystyle A[S\setminus \{x\}]} nunca es un cuerpo y por tanto tampoco un DIP.

## Definición formal

### Los monomios puros
La definición formal de los anillos de polinomios parte de la definición de los monomios puros (sin coeficientes en un anillo; en muchos contextos, la palabra monomio corresponde a este significado, utilizándose entonces la palabra término para designar el producto de un coeficiente del anillo y un monomio). Notar que si {\displaystyle S} es un conjunto y, por ejemplo, {\displaystyle x,y,z\in S}, un monomio a partir de {\displaystyle S} puede ser

(3){\displaystyle ~x^{2}yz^{3}}.

En el monomio anterior, cada uno de los elementos {\displaystyle x,y,z\in S} tiene un exponente natural.  Por tanto, podemos considerar a cada monomio con indeterminadas en {\displaystyle S} como una aplicación {\displaystyle u:S\longrightarrow \mathbb {N} } (aquí y en el resto del artículo consideramos que {\displaystyle \mathbb {N} } incluye al cero). El monomio (3) sería entendido entonces como la aplicación {\displaystyle u} dada por {\displaystyle u(x)=2}, {\displaystyle u(y)=1}, {\displaystyle u(z)=3} y donde {\displaystyle u} se anula para todos los demás elementos (si estos existen) de {\displaystyle S}. Observar que un monomio puro es el producto de un número finito de indeterminadas. Aunque {\displaystyle S} sea infinito, podemos obtener un monomio {\displaystyle u} haciendo que {\displaystyle u(s)} sea nulo para todas aquellas indeterminadas que no queremos que aparezcan en el monomio. Por ejemplo, si {\displaystyle S=\{x,y,z\}}, el monomio 

(4){\displaystyle ~x^{4}y^{2}},

se corresponde con la aplicación {\displaystyle u} dada por {\displaystyle u(x)=4}, {\displaystyle u(y)=2} y {\displaystyle u(z)=0}.

En vista de las consideraciones anteriores, la definición de un conjunto de monomios ha de ser la siguiente:
| Sea {\displaystyle S} un conjunto. El conjunto de los monomios con indeterminadas en {\displaystyle S}, representado por {\displaystyle M}, es el conjunto de todas las aplicaciones {\displaystyle u:S\longrightarrow \mathbb {N} } tales que el conjunto {\displaystyle \{s\in S\mid u(s)\neq 0\}} es finito. |

Si {\displaystyle u,v\in M}, se definen las aplicaciones {\displaystyle ~u+v} y {\displaystyle ~ku}, donde {\displaystyle k\in \mathbb {N} }, mediante
| {\displaystyle ~(u+v)(s)=u(s)+v(s)} | y | {\displaystyle ku(s)=k\left(u(s)\right)} |

para todo {\displaystyle s\in S}. 

Estas aplicaciones están bien definidas, y claramente {\displaystyle u+v\in M} y {\displaystyle ku\in M}. Vemos pues que si {\displaystyle u,v} son aplicaciones de {\displaystyle M}, {\displaystyle u+v} se interpreta como el producto de los monomios representados por {\displaystyle u} y {\displaystyle v}, y si {\displaystyle k} es un número natural, {\displaystyle ku} se interpreta como la potencia {\displaystyle m}-sima del monomio representado por {\displaystyle u}. 

Nótese que el monomio {\displaystyle e} de {\displaystyle M} que toma constantemente el valor 0 es tal que
| {\displaystyle u+e=e+u=u} | y | {\displaystyle ke=ek=e} |

para todo {\displaystyle u\in M}. Así, este monomio se representa por el mismo símbolo 0.

Obsérvese que el elemento {\displaystyle x\in S} se interpreta en {\displaystyle M}, claramente, como la aplicación {\displaystyle ~\epsilon _{x}} que vale 1 en {\displaystyle x} y 0 en cualquier otro caso. En estos términos cualquier monomio {\displaystyle u} de {\displaystyle M} puede escribirse como 

(5){\displaystyle u=u(x_{1})\epsilon _{x_{1}}+\cdots +u(x_{n})\epsilon _{x_{n}}},

donde {\displaystyle x_{1},\ldots ,x_{n}\in S} son los elementos de {\displaystyle S} para los cuales la aplicación {\displaystyle u} no se anula (por definición, estos elementos son siempre un número finito).  Claramente, cada término 

(6){\displaystyle u(x_{i})\epsilon _{x_{i}}}

de (5) representa el factor {\displaystyle x_{i}^{u(x_{i})}} en el monomio representado por {\displaystyle u}. Es decir, (5) se entiende como el monomio

(7){\displaystyle x_{1}^{u(x_{1})}\cdots x_{n}^{u(x_{n})}}

### Polinomios con coeficientes en un anillo
Para dar paso a la definición de un anillo de polinomios, observemos que un polinomio, como (2), es una suma finita de monomios multiplicados por coeficientes en un anillo (en el caso de (1) los coeficientes son enteros). Así, por ejemplo, es suficiente asociar el polinomio (1) con una aplicación {\displaystyle p:M\longrightarrow \mathbb {Z} }, donde {\displaystyle S=\{x,y\}}, tal que {\displaystyle p} toma el valor del coeficiente correspondiente cuando se evalúa en un monomio {\displaystyle u\in M}. En vista de esto tenemos:
| Sean {\displaystyle S} un conjunto, {\displaystyle A} un anillo y {\displaystyle M} el conjunto de monomios de la definición 1. El anillo de polinomios con indeterminadas en {\displaystyle S} sobre {\displaystyle A} es el conjunto {\displaystyle A[S]} de todas las aplicaciones {\displaystyle p:M\longrightarrow A} tales que el conjunto {\displaystyle \{u\in M\mid p(u)\neq 0\}} es finito. |

Podemos considerar ahora los monomios con coeficientes en el anillo {\displaystyle A} como casos especiales de polinomios. Si {\displaystyle A} es unitario, entonces podemos considerar al polinomio {\displaystyle p} que vale 1 en {\displaystyle u} y 0 en cualquier otro caso como el monomio {\displaystyle u} mismo. Para ver que, en realidad, tanto {\displaystyle S} como {\displaystyle A} son, desde el punto de vista algebraico, un subconjunto de {\displaystyle A[S]} y que efectivamente {\displaystyle A[S]} es un anillo que contiene a {\displaystyle A} como un subanillo, es necesario definir las operaciones de anillo sobre {\displaystyle A[S]}.

### Operaciones sobreA[S]{\displaystyle A[S]}

#### Definiciones
La adición sobre {\displaystyle A[S]} claramente ha de definirse así:
| Sean {\displaystyle p,q} polinomios de {\displaystyle A[S]}. Se define {\displaystyle p+q} como la aplicación dada por (8){\displaystyle ~(p+q)(u)=p(u)+q(u)} para todo monomio {\displaystyle u\in M}. Es claro que {\displaystyle p+q\in A[S]}. |

Esta definición se interpreta como la reducción de los términos semejantes (i.e. los coeficientes de un mismo monomio {\displaystyle u}) de {\displaystyle p} y {\displaystyle q}.

Cuando multiplicamos polinomios, acostumbramos sumar los términos semejantes que surjan en el producto para obtener un polinomio lo más reducido posible. En vista de esto, tenemos la definición de la multiplicación en {\displaystyle A[S]}:
| Sean {\displaystyle p,q} polinomios de {\displaystyle A[S]}. Se define {\displaystyle pq} como la aplicación dada por (9){\displaystyle ~pq(u)=\sum _{s+t=u}p(s)q(t)} para todo monomio {\displaystyle u\in M}. El miembro derecho de (9) es la suma de todos los productos {\displaystyle p(s)q(t)} tales que {\displaystyle s+t=u}. La aplicación {\displaystyle pq} es claramente un polinomio de {\displaystyle A[S]}. |

#### Propiedades de anillo
Respecto de las operaciones de adición y multiplicación, según han sido definidas, el conjunto {\displaystyle A[S]} cumple con que:
| {\displaystyle A[S]} es un anillo Si {\displaystyle A} es un anillo y {\displaystyle S} es un conjunto entonces {\displaystyle A[S]} es un anillo. |